# Latin (Moyen Âge)
Pour les articles homonymes, voir Latin (homonymie).
Le nom Latin était, au Moyen Âge, un gentilé commun parmi les fidèles de l'Église latine de l'Occident chrétien. Il est dérivé du latin ecclésiastique qui fut développé par les Pères de l'Église latine dans l'Église occidentale. Bien que la langue latine ait été la langue officielle de l'Empire romain, remontant à la tribu italiques qui, dans l'Antiquité, s'est développée en la Rome antique, le nom fut utilisé indépendamment de l'ethnie, y compris par les peuples germaniques, italiques, celtes et slaves. Ainsi, les peuples associés aux États créés pendant les Croisades étaient généralement appelés Latins ou Francs, ce dernier groupe étant un des plus représentés.
Au sein de l'Empire byzantin, et plus largement dans le monde grec orthodoxe, il s'agissait généralement d'un nom à connotation négative, surtout après la séparation des Églises d'Orient et d'Occident en 1054.